# Roman Goul
Roman Goul (1896 à Penza - 1986 à New York) est un écrivain et un journaliste russe.

## Biographie
Il a participé à la Première Guerre mondiale, puis s'est engagé dans l'Armée Blanche de Lavr Kornilov. Au sein du régiment d'assaut de Kornilov il participe à la première campagne du Kouban. Blessé il part en automne 1918 à Kiev, où il s'engage dans l'armée du hetman Pavlo Skoropadsky. Fait prisonnier par les nationalistes ukrainiens de Petlioura, il fut évacué, avec beaucoup d'autres, par les troupes allemandes.
Il commença sa carrière littéraire à Berlin en publiant en 1921 un livre de souvenirs sur la guerre civile La Campagne de Glace et en collaborant à divers journaux de langue russe.
Interné par les nazis à Oranienburg (camp de concentration), il fut libéré au bout de six mois et émigra à Paris en 1933. Franc-maçon, il a été actif dans les loges de l'émigration russe en France.
Pendant la Seconde Guerre mondiale, il se réfugia en Lot-et-Garonne dans le sud-ouest de la France, car recherché par les Allemands pour avoir décrit dans un livre ce qu'il avait vu à Oranienburg pendant son internement.
De retour à Paris en 1945, il émigra à New York en 1950.
Aux États-Unis, il fut rédacteur, puis rédacteur en chef de la revue littéraire en langue russe The New Review, il travailla également pour la Voix de l'Amérique.

## Ouvrages
- Général BO (1929)
- Azef (1930)
- Toukhatchevski - Maréchal rouge (1933)
- Les Grands Chefs de l'Armée Soviétique (1934)
- Les Maîtres de la Tcheka (1938)
- J'ai emporté la Russie (livre autobiographique), 3 tomes publiés entre 1981 et 1986.

Plusieurs de ces livres ont été traduits en français, anglais, espagnol et polonais.
Le Musée Littéraire de Moscou K.G. Paoustovsky a réuni une documentation sur Roman Goul.

## Sources
- Biographie de R. GOUL, publiée par lui-même dans le no 164 de The New Review
- J'ai emporté la Russie (apologie de l'émigration) publié en russe